# Eurytemora canadensis
Eurytemora canadensis är en kräftdjursart som beskrevs av Marsh 1920. Eurytemora canadensis ingår i släktet Eurytemora och familjen Temoridae. Inga underarter finns listade i Catalogue of Life.